# Floscopa axillaris
Floscopa axillaris är en himmelsblomsväxtart som först beskrevs av Jean Louis Marie Poiret, och fick sitt nu gällande namn av Charles Baron Clarke. Floscopa axillaris ingår i släktet Floscopa och familjen himmelsblomsväxter. IUCN kategoriserar arten globalt som otillräckligt studerad. Inga underarter finns listade.